# ميخائيل هنري شيريدان
ميخائيل هنري شيريدان (بالإنجليزية: Michael Henry Sheridan)‏ هو قاضي ومحامي أمريكي، ولد في 8 يوليو 1912 في نانتيكوك في الولايات المتحدة، وتوفي في 23 أغسطس 1976 في Westmoreland Club ‏ في الولايات المتحدة.